# Оранская Владимирская икона Божией Матери
Оранская Владимирская икона Божией Матери — икона Богородицы, считается чудотворной.
Является списком или копией с Владимирской чудотворной иконы, находившейся в Успенском Соборе Московского Кремля.
Несколько отличается и изображением самого лика, и наличием предстоящих внизу Московских святых: митрополитов Петра, Алексия, Ионы, князя Михаила Всеволодовича Черниговского и боярина Феодора, царевича Дмитрия, блаженных Василия, Максима и Иоанна, Христа ради юродивых. Имена святых на иконе подписаны над их главами в указанном порядке. Четверо из изображенных одноименны заказчику Петру Глядкову и его сыновьям Алексею, Михаилу и Ивану. Все изображённые на иконе русские святые во время её написания покоились в мощах в московских соборах и храмах; на их могилах, по преданию, свершались многочисленные исцеления.

## История
Заказчиком списка был дворянин Пётр Андреевич Глядков (Гладков), в схиме Павел. Тяжело заболев в 1629 году и получив исцеление у Владимирской иконы Божией Матери, он попросил протопопа Успенского собора Кремля Кондрата сделать с неё список. Для исполнения данной просьбы протопоп Кондрат пригласил искусного московского живописца Григория Чёрного и вместе с ним изготовил образ Владимирской Богоматери.
Пять лет икона находилась в имении в селе Бочеево. В 1634 году Великим постом в ночь на Субботу Акафиста Пётр слышал во сне повеление поставить церковь на горе. По завершении поста, в Светлую Субботу он отправился на поиски горы, виденной во сне. Пробираясь через лес по пути к Орано полю он увидел огонь на Словенской горе. Предполагая, что у костра находятся люди, Глядков направился туда. Но не увидел людей, а увидел сияние, столпом восходящее к небу.
Отправившись в Москву к патриарху Иоасафу, он рассказал ему о случившемся с ним. Получив грамоту на сооружение храма в честь Владимирской иконы Богоматери на Словенской горе, он водрузил на указанном месте мраморный крест и немедленно приступил к строительству деревянного храма, который был возведён в течение 2—3 месяцев и освящён 21 сентября 1634 года.
Вокруг храма было построено несколько деревянных келий, где жили восемь старцев во главе с иеромонахом Феодоритом, совершавшим богослужение.
В 1635 году, вновь на пятой неделе Великого поста, во время вечерней службы икона стала мироточить. В первый год исцеление получил 131 богомолец. Когда весть о чудесах в Нижегородской земле достигла Москвы, Патриарх Иоасаф распорядился архимандриту нижегородского Печерского монастыря Рафаилу и протоиерею Архангельского собора Иосифу составить их подробное описание. Назначенные лица 4 месяца вели тщательное расследование всех сообщенных им случаев благодатной помощи от Оранской иконы. Полный отчет об исцелениях был представлен не только Патриарху, но и Государю Михаилу Фёдоровичу.
В 1642 году Пётр Андреевич Глядков принял постриг с именем Павел и переселился на жительство в обитель.
К 1644 году уже более пятисот записей о чудесах содержалось в хранимой монахами книге.
В 1665 году Павел (Глядков) был пострижен в великую схиму с оставлением прежнего имени. В 1665 году основатель монастыря схимонах Павел был злодейски убит разбойничьей шайкой из окрестных мордовских сёл, ночью напавшей на обитель.
В 1734 году по указу Анны Иоанновны образ был поновлен олифою изографом Петром Котомою и поставлен на прежнее место в том же монастыре в каменной церкви.
Особое почитание началось в 1771 году, когда в Нижегородской губернии свирепствовала моровая язва (чума). По просьбе жителей Нижнего Новгорода и с благословения епископа Феофана икона была доставлена в город. 9 октября, после службы в церкви Великомученика Георгия, был совершён самый первый крестный ход с иконой вокруг города. Беда отступила, собралось чёрное облако и на глазах молящихся унеслось за Волгу. В период с 9 по 20 октября 1771 года произошло девять аналогичных крестохождений. Устное предание об этих событиях гласило, что чума не могла распространяться далее той улицы, где была пронесена чудотворная святыня. Благодарные нижегородцы дали обет ежегодно совершать торжественное шествие с иконой из Оранского монастыря и не нарушали его в течение 150 лет.
В 1885 году на средства супругов Руковишниковых — Сергея Михайловича и Ольги Николаевны — для Оранской иконы была сделана новая серебряная с позолотой риза с драгоценными украшениями «сработанная в Москве мастером Сазиковым». Риза была богато украшена жемчугом, бриллиантами и алмазами, рубинами, сапфирами, изумрудами и аметистами.
В 1903 году риза была обновлена.

## Возвращение
Реставрация иконы проводилась с 1995 по 2000 годы.
Летом 2005 года, по просьбе Георгия (Данилова), епископа Нижегородского и Арзамасского, 6 июня на престольный праздник в Оранскую обитель для поклонения из запасников Нижегородского государственного историко-архитектурного музея-заповедника только на один день была привезена древняя чудотворная Оранская икона.
5 сентября 2008 года в соответствии с распоряжением министра культуры РФ № 1543-01-57/07 от 21 августа 2008 года Владимирская Оранская икона Божией Матери была передана Нижегородской епархии. На территории Спасского кафедрального собора Нижнего Новгорода святыню встречали архиепископ Нижегородский и Арзамасский Георгий, а также клирики Нижегородской епархии и миряне, пришедшие в этот день в собор.
8 сентября чудотворная Владимирская Оранская икона была перевезена в монастырь в честь Владимирской иконы Божией Матери, расположенный в селе Оранки Богородского района Нижегородской области.
В обители икона была встречена крестным ходом и перенесена в зимний храм Оранского монастыря, освящённый в честь Рождества Пресвятой Богородицы, где святыня будет находиться постоянно. Архиепископ Георгий совершил Божественную литургию и молебен перед иконой. На богослужении присутствовали официальные лица, видные деятели науки и культуры. После богослужения Владыка зачитал собравшимся послание Святейшего Патриарха Московского и всея Руси Алексия II. В своём слове архиепископ Георгий сказал: «В 1993 году во время противостояния в Москве Святейший Патриарх коленопреклоненно молился перед этой иконой. Тогда страна стояла на миллиметр от гибели. И Божия Матерь отвела эту беду от нас».